# Cà Mau
Cà Mau è una città del Vietnam, capoluogo della provincia omonima di Cà Mau, situata nella zona più meridionale del Vietnam, nel delta del Mekong, circa 360 km a sud di Ho Chi Minh.
È la città nella quale è nato e cresciuto il Primo ministro vietnamita Nguyễn Tấn Dũng. 
Gruppi etnici: Vietnamiti, Khmer, Cinesi.